# カトリック大崎教会
カトリック大崎教会（カトリックおおさききょうかい）は、長崎県佐世保市にある、キリスト教（カトリック）の聖堂。
聖堂は1973年に献堂。
近隣には佐世保市立相浦西小学校大崎分校が立地する。